# Цифра, Дьёрдь
Дьёрдь Ци́фра (венг. Cziffra György; 5 ноября 1921 — 15 января 1994) — венгерский и французский пианист.

## Биография
Дьёрдь Цифра родился в Будапеште в семье бедных венгерских цыган. Его отец, также Дьёрдь, играл на цимбалах в кабаре-холлах и ресторанах Парижа в 1910-х годах. Однако с началом Первой мировой войны он был заключён в тюрьму как гражданин враждебного государства, а его жена и две дочери депортированы в Венгрию с пятью килограммами багажа. Семья воссоединилась только после войны.
Дьёрдь-младший научился играть, наблюдая за занятиями своей сестры. Уже в пять лет хрупкий болезненный мальчик стал сенсацией баров и цирков, где исполнял импровизации на популярные музыкальные мелодии. Кроме того, он на слух подбирал и аранжировал любую мелодию, напеваемую клиентом. Заработки малыша помогали нищенствующей семье выживать, но впоследствии эти выступления стали объектом насмешки со стороны критиков.
В девять лет Цифра поступил в Академию Ференца Листа и таким образом стал самым младшим студентом за всю её историю. Его учителями были Эрнст фон Донаньи и Иштван Томан. С 1933 г. выступал в концертах в Венгрии, в 1937 г. гастролировал в Голландии и Скандинавии.
В 1942 году Цифра был призван на фронт. Венгрия воевала на стороне национал-социалистической Германии; несмотря на идеи национал-социализма, все страны-союзники Германии, в том числе сама Венгрия, активно использовали евреев и цыган на поле боя, оставляя в качестве заложников их семьи. У Дьёрдя были жена и маленький сын. Сначала он был пехотинцем, потом — танкистом, но при удобном случае дезертировал и в результате стал единственным выжившим человеком из своего батальона.
Вернулся в Венгрию в 1947 г., играл на фортепиано в барах и клубах, чтобы содержать семью. В 1950 году он был арестован по политическим мотивам. В тюрьме его подвергали издевательствам: зная, что Цифра музыкант, надзиратели били его по рукам, по пальцам, во время исполнения работ подбирали такую, которая давала большую нагрузку на кисть.
После освобождения в 1953 году Дьёрдю пришлось затратить немало усилий, чтобы восстановить нормальную работу кистей и пальцев, и в 1955 году он выиграл международный конкурс имени Ференца Листа в Будапеште.
В 1956 году пианист сбежал с семьёй в Вену, где уже в ноябре дал концерт. После выступлений в Париже и Лондоне поселился во Франции и позже получил французское гражданство (с именем Жорж; фр. Georges). Организовал восстановление орга́на в аббатстве Ла-Шез-Дье (регион Овернь) и позже основал там же фестиваль. В 1969 году в Версале организовал международный конкурс пианистов, носящий его имя.
В 1973 г. создал свой фонд с целью восстановления королевской часовни Сен-Фрамбур в Санлисе и поддержки молодых художников. С 1976 г. в зале Ференца Листа восстановленной часовни Фонд Цифры проводит ежегодные конкурсные прослушивания молодых исполнителей; среди его лауреатов — пианисты Сиприан Кацарис, Брижит Анжерер, Марк Лафоре, Паскаль Амуаель, Эмманюэль Свьерк, трубачи Ги Туврон, Ибрагим Маалуф, дирижёр Лионель Бренгье, виолончелисты Сюзан Рамон, Фредерик Лодеон, Адриен Фрас-Сомбе. С 1986 г. давал мастер-класс в Сенлисе; в числе его учеников — фр. Aquiles Delle Vigne.
Гастролировал в Европе; в 1984 г. — в США (Лос-Анджелес, Сан-Франциско) и Канаде (Торонто). К концу карьеры давал 6-7 концертов в год, посвящая своё время Фонду.
Дьёрдь Цифра умер в возрасте 72 лет, мучимый раком лёгких, от сердечного приступа. Похоронен на кладбище Санлиса рядом с сыном.

### Семья
Сын — Дьёрдь Цифра (1942—1981), дирижёр; неоднократно выступал и записывался с отцом. Его карьеру называли обещающей, но в 1981 году он умер во время пожара. После этой трагедии Цифра-пианист никогда больше не работал с оркестрами.

## Творчество
Основу его репертуара составляли произведения Листа. Исполнял также концерты с оркестром Шопена, Грига, Рахманинова, Чайковского, миниатюры Моцарта, Бетховена, собственные переложения и транскрипции оперных фрагментов Россини, Гуно, Штрауса, Чайковского и др..
Уникальность пианизма Д.Цифры заключалась в сочетании виртуозной техники со вспыльчивостью и мощью. Исполнение в 1970—1980-е годы было несколько суше.
Записи выступлений Д.Цифры осуществлялись с 1954 г. компанией Hungaroton, после 1956 г. — EMI Records (большинство записей), APR (Великобритания), Supraphon, Philips.

## Интересные факты
В документальном фильме «The Art of Piano — Great Pianists of 20th Century» (1999) один из эпизодов посвящён Цифре.
Имя Д. Цифры носит фортепианный конкурс в Бадене-на-Вене.